# Rodion Syamuk
Rodion Syamuk (tiếng Ukraina: Родіон Валентинович Сямук; sinh 11 tháng 3 năm 1989) là một cầu thủ bóng đá Ukraina và Belarus. Tính đến năm 2017, anh thi đấu cho Slavia Mozyr.